# إريك آلمغرين
إريك آلمغرين (بالسويدية: Erik Almgren)‏ (مواليد 28 يناير 1908) هو لاعب كرة قدم. يلعب مع منتخب السويد لكرة القدم. سبق له أن لعب في كأس العالم لكرة القدم مع منتخب بلاده.

## روابط خارجية
- إريك آلمغرين على موقع الاتحاد الدولي (مؤرشف)  (الإنجليزية)
- إريك آلمغرين على موقع اتحاد السويد (السويدية)
- إريك آلمغرين على موقع قاعدة بيانات كرة القدم.إي يو (الإنجليزية)
- إريك آلمغرين على موقع ناشيونال فوتبول تيمز (الإنجليزية)
- إريك آلمغرين على موقع أوليمبيديا (الإنجليزية)